# هپکو

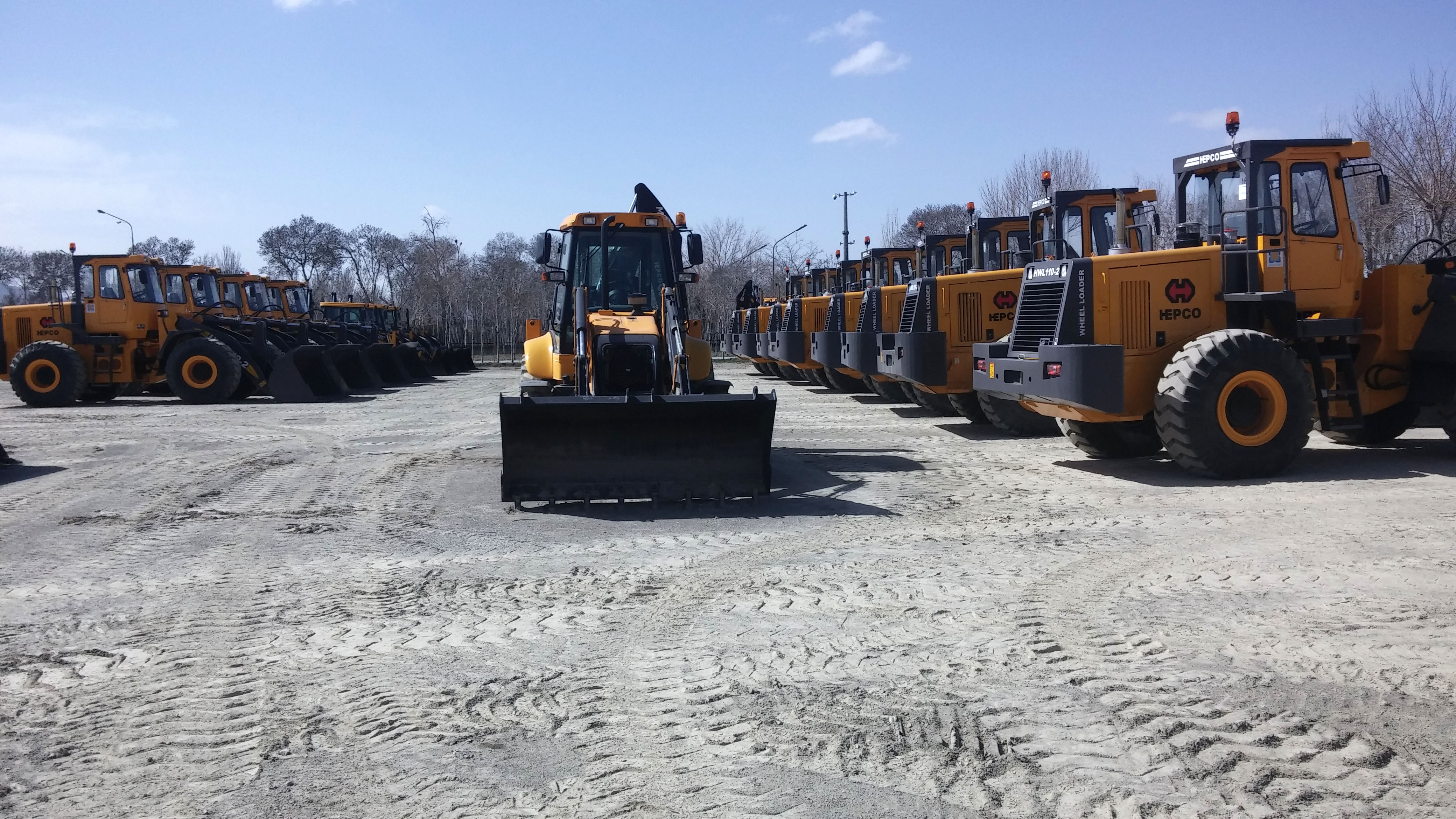
بکهولودر و لودرهای ساخت هپکو

شرکت تولید تجهیزات سنگین-هپکو (به انگلیسی: Heavy Equipment Production Company) (مخفف انگلیسی: HEPCO) یک شرکت ایرانی در حوزهٔ صنایع سنگین است که دفاتر و کارخانه‌های آن در شهر اراک قرار دارد. این شرکت اولین و بزرگ‌ترین طراح و سازندهٔ تجهیزات سنگین در ایران و خاورمیانه می‌باشد. به‌علاوه این شرکت تولیدکنندهٔ انواع ماشین‌آلات کشاورزی نیز می‌باشد. همچنین هپکو توانسته سهم مناسبی در طراحی و تولید انواع واگن‌ها، انواع کامیون‌ها، انواع جرثقیل‌ها، انواع لیفتراک‌ها، تجهیزات و ماشین‌آلات صنایع فولاد و صنایع مس، تجهیزات معادن، تجهیزات حفاری، تجهیزات نیروگاه‌ها، تجهیزات سدها، تجهیزات فناوری هسته‌ای، تجهیزات بندرها و تجهیزات صنایع نفت‌وگاز به‌دست‌آورد.
خط‌تولید هپکو مجهز به تجهیزات بسیار پیشرفته شامل ابزارآلات و ماشین‌آلات برشکاری، جوشکاری، فرزکاری، خم‌کاری، آهنگری، سوراخ‌کاری، بورینگ، قالب‌سازی، پلاستیک‌سازی، ماشین‌کاری، پرس‌کاری، ربات‌های صنعتی، دستگاه‌های نورد و اکستروژن، امکانات و دستگاه‌های ریخته‌گری به‌روش‌های ماسه‌ای، قالب‌دائمی و دایکست است، که عمدهٔ این تجهیزات و دستگاه‌ها از نوع CNC می‌باشند. این ظرفیت به هپکو اجازه می‌دهد ۳۰۰۰ دستگاه تا حداکثر ۴۸۰۰ دستگاه از ماشین‌آلات گوناگون را تولید کند و ۲۰۰۰۰ تن تجهیزات مختلف در سال بسازد.

## تاریخچه
هپکو در سال ۱۳۵۱ در اراک با هدف تولید تجهیزات سنگین، توسط سازمان گسترش و نوسازی صنایع ایران (ایدرو) (۶۰٫۷٪) و برادران رضایی (۳۹٫۳٪) تأسیس شد. در آن زمان، یکی از برادران رضایی ۱۱۴ هکتار زمین میان شرکت آلومینیوم ایران و ماشین‌سازی اراک خرید و ساخت بزرگ‌ترین کارخانه تولید ماشین‌آلات عمرانی و معدنی خاورمیانه را با نام هپکو آغاز کرد. رضایی موفق شد نخستین گروه از کارکنانش را برای آموزش تخصصی به آلمان و آمریکا بفرستد. از سال ۱۳۵۴ هپکو با همکاری شرکت‌های نویستار اینترنشنال آمریکا، پوکلِین فرانسه، صنایع‌سنگین ساکائی ژاپن، دایناپاک سوئد، و لوکومو فنلاند رسماً شروع به فعالیت نمود.
این شرکت خیلی سریع توانست نخبگان بسیاری را به اراک جذب کند که پس از گذراندن دوره آموزشی در کارخانه به اروپا و آمریکا اعزام می‌شدند و پس از آموزش‌های تخصصی به کارخانه بازمی‌گشتند. رضایی در سخنرانی خود در مراسم افتتاح رسمی این کارخانه در سال ۵۵ از «کارخانجات هپکو» سخن گفت، زیرا او قصد داشت در آینده تولیدات این شرکت را به حوزه خودروهای سواری و باری نیز گسترش دهد.
پس از انقلاب، در جریان مصادره اموال و دارایی‌ها، اموال خانواده رضایی که در آن زمان بالغ بر ۱۲۰ میلیون دلار برآورد می‌شد، همگی مصادره و هپکو به‌طور کامل در اختیار دولت قرار گرفت. از این رو خانواده رضایی نیز ناچار به ترک ایران شدند.
پس از انقلاب، به دلیل تحریم‌ها قرارداد با کاترپیلار لغو شد. همچنین پس از انقلاب توجه به ساخت ماشین‌آلات ساخت‌وساز و ماشین‌آلات معدنی دوباره در دستور کار قرار گرفت و با همکاری شرکت لیبهر آلمان طرح‌توسعهٔ هپکو با احداث سالنی به مساحت ۶۰۰۰۰ مترمربع برای ساخت استراکچر و شاسی ماشین‌آلات معدنی و عمرانی، با سرمایه‌گذاری ارزی ۱۰۰ میلیون مارک آلمان همراه با مجموعه‌ای از مدرن‌ترین ماشین‌آلات و با ظرفیت تقریبی ۳۰۰۰ دستگاه در سال ۱۳۶۳ آغاز گردید.
در سال ۱۳۸۴ این مجموعه با تولید حدود ۳۰۰۰ دستگاه انواع ماشین‌های عمرانی و معدنی، توانست نزدیک ۱٫۵ درصد از کل تولید سالانهٔ تجهیزات سنگین جهان را به‌خود اختصاص دهد.
پس از واگذاری نخست هپکو در سال ۱۳۸۵ به بهای اندک و به‌صورت مبهم به علی‌اصغر عطاریان، بیژن نامدار زنگنه که از دوستان نزدیک وی است به‌عنوان مدیرعامل جدید هپکو معرفی شد. در سال ۱۳۹۱ عطاریان ۲۴ هکتار از زمین‌های هپکو را از زمین‌های صنعتی به زمین‌های تجاری و مسکونی تغییرکاربری داد و بخشی از آن را نیز به‌صورت حق‌السکوت با قیمت ناچیز به نهادهای استان مانند قوهٔ قضائیه، بنیاد مسکن، اتاق بازرگانی و ناجا فروخت که اکنون بخشی از ساختمان‌های اداری این سازمان‌ها در این قطعه زمین قرار دارد. به‌دلیل نفوذ بالای عطاریان هیچگاه به مفاسد وی رسیدگی نشد و این زمین‌ها نیز هرگز از بخش خصوصی و این نهادها پس‌گرفته نشدند.
شرکت هپکو پس از ۱۵ سال برای اولین بار در سال ۱۴۰۳ به مرحله سودآوری رسید و زیان‌دهیِ آن به پایان رسید. بدهی در حوزه قسط بانک و دارایی و تأمین اجتماعی این شرکت صفر شد. سال ۱۴۰۳ در شرکت هپکو ۱۶ هزار میلیارد تومان قرارداد وجود دارد که اقدامات فنی آنها انجام شده و در انتظار مصوبات است.
براساس اطلاعات صورت مالی گروه هپکو، تولید سالانه این گروه که از ۵۳۳ دستگاه در سال ۱۳۹۱ به ۵۳ تا ۵۱ دستگاه در سال‌های ۹۸ و ۹۹ رسیده بود، با رشد ۷ برابری در سال ۱۴۰۲ به ۳۶۸ دستگاه رسید. در سال ۱۴۰۲ علاوه بر ۳۶۸ دستگاه انواع محصولاتی که ساخته شده، ۵۶۱ دستگاه انواع گریدر، بیل مکانیکی، لودر، غلتک، دامپتراک و بلدوزر در حال ساخت بوده که مجموع تولیدات و محصولات در حال تولید این شرکت در سال ۱۴۰۲ را به ۹۲۹ دستگاه می‌رساند.

## همکاری‌ها
کاترپیلار: به‌منظور تأمین و انتقال فناوری ماشین‌آلات راه‌سازی در سال ۱۳۵۵ قراردادی میان هپکو و کاترپیلار بسته شد که بر اساس آن، قرار شده بود تولید گریدرهای سری G کاترپیلار در هپکو آغاز شود. البته مدل‌های کنونی گریدر هپکو، از مهندسی معکوس موفق‌ترین مدل‌های گریدر از چندین برند مطرح جهان به‌ویژه کاترپیلار و میتسوبیشی حاصل شده‌است.
نویستار اینترنشنال: بر اساس نخستین قرارداد، تولید بلدوزر TD25E، لودرهای سنگین و متوسط A-530 و H-65 اینترنشنال (موسوم به اینترناش) در هپکو تحت‌نظارت مستقیم مستشاران شرکت اینترنشنال آمریکا صورت گرفت. همچنین هپکو در سال ۱۳۵۷، کارخانهٔ بزرگی را برای تولید اتوبوس‌ها و کامیون‌های شهری و برون‌شهری اینترنشنال آماده کرده‌بود.
لیبهر: در جهت ارتباط نزدیک‌تر با مشتریان و تأمین نیاز آنان به ماشین‌آلات عمرانی و معدنی، هپکو در سال ۱۳۶۴ اقدام به آغاز همکاری با شرکت لیبهر آلمان نمود و این همکاری با تولید مشترک دو مدل بیل‌مکانیکی آغاز شد.
ولوو: هپکو به دنبال توسعه ارتباط با برترین سازندگان ماشین‌آلات سنگین جهان، همچنین به‌منظور گسترش زنجیرهٔ تولید ماشین‌آلات خود باتوجه به نیاز شرکت‌های راه‌سازی، ساخت‌وساز و معدنی، در سال ۱۳۶۴ همکاری خود را با ولوو سوئد آغاز نمود که نخستین نتیجهٔ آن تولید لودر متوسط در ایران بود.
سی‌ان‌ایچ: هپکو به منظور تأمین ماشین‌آلات سنگین کشاورزی و نیز ماشین‌آلات سبک خدمات‌شهری موردنیاز کشور، همکاری خود را با شرکت بین‌المللی CNH در سال ۱۳۷۸ آغاز نمود و در این راستا تولید کمباین نیشکر کیس به منظور ارائه به شرکت‌های کشت‌وصنعت نیشکر در جنوب کشور، همچنین از سال ۱۳۸۲ تولید بکهولودر، تراکتور و کمباین‌های نیوهلند در دستور کار قرار گرفت.
کوماتسو: در سال ۱۳۸۳ به منظور تأمین نیاز مشتریان به ماشین‌آلات عمرانی و ماشین‌آلات معدنی با هدف افزایش سهم بازار فروش خود با کوماتسو ژاپن وارد مذاکره شد و توافقنامه‌ای را به امضا رساندند که در آن تولید مشترک بلدوزر و لودر سنگین WA-470 و پس از چندی تولید دامپتراک و لوله‌گذار کوماتسو در مجموعهٔ هپکو تحت نظارت مستقیم کوماتسو صورت پذیرفت و بنابر آن توافقنامه، تولید موتور دیزل، گیربکس، اکسل و پمپ هیدرولیک آنان توسط کوماتسو ژاپن؛ و تولید جک‌های هیدرولیکی، استراکچر، شاسی و همچنین مونتاژ این ماشین‌ها توسط هپکو انجام می‌گرفت.
هپکو همچنین با لاندینی، اینگرسول‌رند، اکس‌سی‌ام‌جی، آسترا، فوتون‌موتور، زیمنس، آلستوم، گروه اس‌ام‌اس، باب‌کت، تیرکس، بوماگ، هیستر و صنایع‌سنگین دوسان نیز همکاری‌هایی داشته‌است.

## قطعات
شرکت مهندسی و قطعات هپکو ایران در سال ۱۳۷۲ با هدف تأمین قطعات و مجموعه‌های موردنیاز تجهیزات سنگین، ماشین‌آلات کشاورزی، کامیون‌ها، لیفتراک‌ها، جرثقیل‌ها، خودروهای ریلی، تجهیزات و ماشین‌آلات صنعتی به‌عنوان شرکت تابعه هپکو، تأسیس گشته‌است. با وجود فضای ۹۰ هکتاری و حدود ۷۰٪ فضای بدون‌استفادهٔ هپکو، یکی از کارگاه‌های ساخت قطعات هپکو به مساحت نیم‌هکتار در غرب شهرتهران قرار گرفته‌است که پیشنهاد شده به‌عنوان نمایشگاه دائمی محصولات هپکو استفاده شود.
هپکو از آغاز، در زمینهٔ قطعات از تأمین‌کنندگان برتر جهان نظیر کامینز، زداف فریدریشسهافن، دویتس آگ، بوش‌رکسروت، لُمباردینی، هاتس، اسکانیا، دنفاس، زَوئر، مریتور، کاوازاکی، دیترویت دیزل، آلیسون، کارارو و برکو استفاده می‌نماید.
به‌دلیل وابستگی هپکو از منظر قطعات به کشورهای اروپایی، آسیای شرقی و ایالات‌متحده؛ عدم بومی‌سازی و عدم تولید مجموعه‌های اصلی مانند موتور و گیربکس در خود هپکو، این شرکت همواره با کاهش حاشیهٔ سود یا قیمت بالای محصولات یا عدم توانایی فروش اقساطی محصولات مواجه شده که توان رقابت آن را با رقبای چینی کاهش داده و به همین دلیل مدیریت تکنوکرات آن هدف انتقادات کارشناسان قرارگرفته است.
اما در آذرماه ۱۳۹۹، هپکو توافقی را با یکی از شرکت‌های اروپایی صاحب‌نام تولید دامپتراک و هال‌تراک انجام داد که برمبنای آن قرار شده بود انتقال فناوری استراکچر، موتور، گیربکس، پمپ هیدرولیک و اکسل این ماشین‌ها به هپکو انجام گیرد و پس از تولید ۵۰ دستگاه، موتور و دیگر مجموعه‌های آن نیز در هپکو ساخته شود.
هپکو برخلاف شرکت‌های مطرح تولید تجهیزات سنگین مانند کاترپیلار، ولوو، کوماتسو، لیبهر، سی‌ان‌ایچ، جان‌دیر، لیوگونگ، جی‌سی‌بی، هیوندای‌دوسان اینفراکور و کوبوتا طراح و سازندهٔ مجموعه‌های اصلی تجهیزات سنگین یعنی موتور دیزل، پمپ هیدرولیک، اکسل و گیربکس نیست اما از امکانات لازم برای تولید بیشتر قطعات این مجموعه‌ها مانند ریخته‌گری ماسه‌ای، ریخته‌گری قالب‌دائمی، ریخته‌گری دایکست و دستگاه‌های پیشرفته ماشین‌کاری، قالب‌سازی، شکل‌دهی و آهنگری با روش‌های گوناگون برخوردار است. بنابر گفته قائم‌مقام هپکو، این شرکت موفق به بومی‌سازی موتور دیزل لوکوموتیو گردیده‌است و قصد دارد موتور تولیدات خود را نیز بومی‌سازی کند.

### واحد متالورژی و ریخته‌گری
واحد متالورژی و ریخته‌گری این شرکت، در ساخت قطعات آهنگری و ریخته‌گری موتور دیزل و استراکچر ماشین‌آلات عمرانی، ماشین‌آلات معدنی، ماشین‌آلات کشاورزی، کامیون‌ها، لیفتراک‌ها، واگن‌ها و جرثقیل‌ها؛ ساخت قطعات ریخته‌گری و آهنگری توربین‌ها و ژنراتورها، ساخت انواع بوش و فلنج فعال است. تولیدات این واحد، انواع قطعات با آلیاژهای چدنی، فولادی و انواع فلزات و آلیاژهای غیرآهنی را دربرمی‌گیرند.
به‌طور کلی هپکو دارای توانایی ساخت انواع قطعات ریخته‌گری و آهنگری به همهٔ روش‌ها به‌جز ریخته‌گری لاست‌فوم (کاربرد در ساخت برخی قطعات حساس موتور، گیربکس و اکسل) و ریخته‌گری دقیق (کاربرد در ساخت قطعات بسیار حساس مانند پرهٔ توربین در توربین بخار، توربین گاز و موتور جت) می‌باشد.

### واحد جَک‌سازی و هیدرولیک

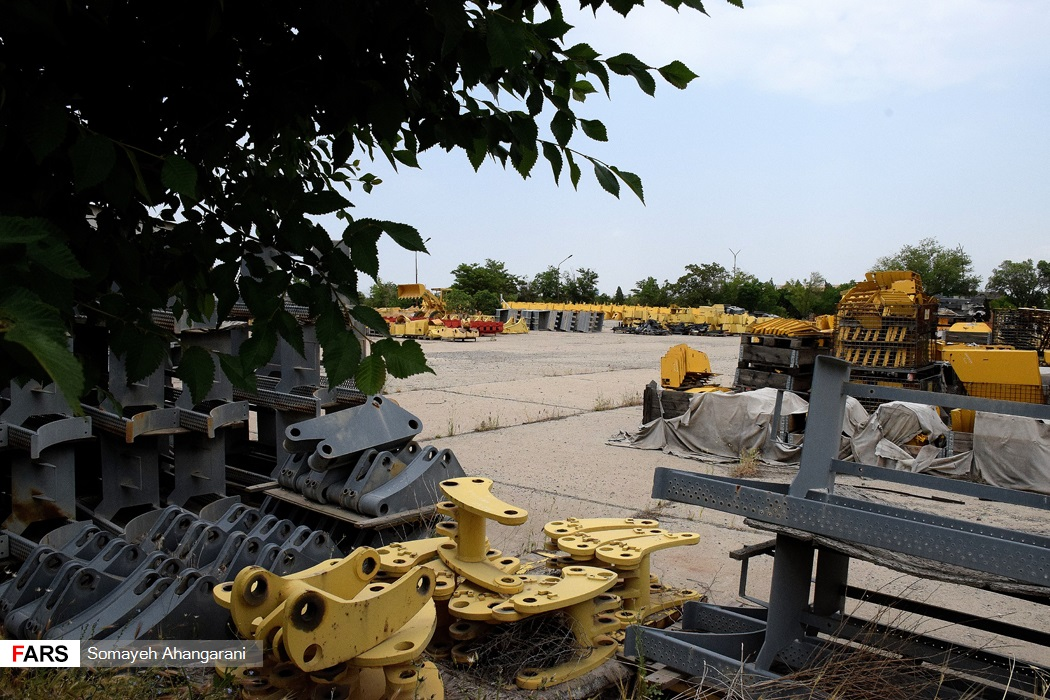
انبار قطعات ساخته‌شده هپکو

این واحد در زمینه طراحی و ساخت انواع جک‌های هیدرولیکی موردنیاز ماشین‌آلات و تجهیزات سنگین اعم‌از ماشین‌آلات هیدرولیک، جرثقیل‌ها، لیفتراک‌ها و کامیون‌ها، همچنین طراحی و ساخت سازه‌های هیدرولیکی، شیرآلات هیدرولیکی و انواع فیلترهای روغن و فیلترهای هوا فعالیت می‌کند.

### واحد ساخت و مجموعه‌سازی
این واحد در زمینه طراحی و ساخت انواع چرخ‌دنده‌های ساده و هلیکال، گاردان‌ها، انواع هزارخاری‌ها، انواع شفت‌ها، پین‌های فولادی و آهنی، رادیاتورهای آب، روغن و اینترکولر، انواع اگزوز، انواع صندلی، انواع رولیک، قطعات پلاستیکی و لاستیکی نظیر ضربه‌گیرها، درپوش‌ها، جنت‌های آب‌وهوا، رینگ‌های چرخ، شفت‌های انتقال قدرت، شفت ویبره، لرزه‌گیرهای فلزی، مجموعهٔ فرمان، کوپلینگ، کوپلینگ هیدرولیکی، بست و کلمپ، غربالک فرمان، قالب‌های فلزی، قالب‌های لاستیکی، قالب‌های پلاستیکی و قالب‌های باکلیت فعالیت می‌کند.

## محصولات
هم‌اکنون شرکت هپکو به تولید و تأمین تجهیزات، ماشین‌آلات ساخت‌وساز، راه‌سازی، صنعتی، معدنی و کشاورزی می‌پردازد. از جمله تجهیزات و ماشین‌آلاتی که در شرکت هپکو ساخته می‌شوند را می‌توان به موارد زیر اشاره کرد:
بیل چرخ‌زنجیری و بیل چرخ‌لاستیکی، بلدوزر، لودر، بهکو لودر، مینی‌لودر، لیفتراک، غلتک راه‌سازی، گریدر، شاول، دامپتراک (کمپرسی)، لوله‌گذار، هال‌تراک، کمباین، تراکتور، دروگر نیشکر، ژنراتور نیروگاه‌های آبی، تجهیزات مکانیکال و هیدرومکانیکال سد، قطعات و تجهیزات توربین (توربوکمپرسورها، توربین‌های بخار، توربین‌های گاز و توربین‌های آبی)، ماشین‌های ریخته‌گری مداوم و دیگر تجهیزات صنایع فولاد و صنایع مس (کوره‌های صنعتی، کوره‌های قوس‌الکتریکی، کوره‌های القایی، کنورتورها، پاتیل‌ها و ماشین‌های نورد فولاد)، تجهیزات معادن، مخازن تحت‌فشار نیروگاه و صنایع نفت‌وگاز، تجهیزات نیروگاه‌های حرارتی، گازی و سیکل ترکیبی (هارپ، سیستم اگزوز، داکت، آگزیلاری سیستم، دایورتر و گیوتین دمپر)، ماشین حفاری تونل، کامیون، کامیونت، بوژی لوکوموتیو و واگن، قالب بتن‌ریزی تونل (سگمنت)، ماشین مکنده غلات بندرها، شیرآلات صنعتی، دستگاه سنگ‌بر، تجهیزات گاززدایی از فولاد، رکوپراتور، موتورجوش، فینیشر، فلنج، انواع جرثقیل و انواع واگن

## افتخارات و گواهینامه‌ها
- صادرات به بسیاری از کشورهای اروپایی، آسیایی و آفریقایی
- گواهینامه مدیریت ایمنی و بهداشت OHSAS 18001-2007
- گواهینامه سیستم مدیریت محیط زیست ISO 14001-2004
- گواهینامه سیستم مدیریت کیفیت ISO 9001-2008
- ساخت و نصب ماشین‌های ریخته‌گری مداوم (CCM) شرکت فولاد مبارکه به‌همراه ساخت قطعات، سامانه‌ها و تجهیزات جانبی آنان[۳۹][۴۰][۳۴]
- ساخت و نصب جرثقیل‌های سقفی فولاد مبارکه[۴۱]
- ساخت و نصب دو دستگاه ماشین‌های مکنده تخلیه غلات بندر امام‌خمینی ماهشهر به سفارش شرکت بِرگا ایتالیا[۴۲]
- ساخت و نصب جرثقیل‌های زرافه‌ای کشتی‌سازی ایزوایکو به سفارش شرکت منگان[۴۳] و جرثقیل‌های زرافه‌ای بسیاری از بنادر ایران[۴۴]
- ساخت و نصب تراولینگ سیستم جرثقیل‌های کشتیرانی خلیج‌فارس[۴۵]
- گواهی عضویت در انجمن تخصصی مراکز تحقیق و توسعه معادن
- ساخت بوژی لوکوموتیوهای ایران‌رانر متعلق به مپنا-زیمنس[۴۶]
- ساخت پاتیل‌های ریخته‌گری و حامل‌های قراضه و مذاب کارخانهٔ فولادسازی سیرجان ایرانیان به سفارش شرکت تام ایران‌خودرو[۴۷]
- ساخت و نصب دوازده دستگاه جرثقیل دروازه‌ای بندر شهید رجایی بندرعباس به سفارش شرکت لیبهر سوئیس[۴۸][۴۹][۵۰]
- ساخت دریچهٔ اطمینان، سیستم اگزوز و محفظهٔ احتراق توربین‌های گازی اکثر نیروگاه‌های کشور به سفارش گروه مپنا[۳۵][۵۱][۵۲]
- ساخت رکوپراتورهای مجتمع صنعتی و معدنی گل‌گهر سیرجان به سفارش شرکت فن‌آور فولادکار الوند[۵۳]
- عضو طرح بانتا (شرکت‌های پژوهش محور)
- گواهینامه رعایت الزامات کیفی جوش
- لوح طلایی از سازمان پژوهش‌های هسته‌ای اروپا (CERN) به‌دلیل ساخت بخش فلزی شتاب‌دهندهٔ هسته‌ای (میز ارتعاش) این پژوهشگاه توسط هپکو

## خدمات پس از فروش
شرکت هسکو (به انگلیسی: Heavy Equipment Service Company) به عنوان خدمات پس از فروش هپکو، نخستین و بزرگ‌ترین شرکت خدمات ماشین‌آلات سنگین عمرانی، معدنی و کشاورزی در کشور ایران است که با بیش از چهل سال تجربه از سال ۱۳۵۶ با تأمین قطعات اصلی محصولات و خدمات گارانتی آغاز به‌کار کرد. قطعات یدکی تولید شده توسط هپکو، حتی برای تعمیر و بازسازی ماشین‌آلات سنگین فرسودهٔ ساخت شرکت‌های دیگر نیز به‌کار می‌روند. این شرکت همچنین سازندهٔ شاسی‌های گوناگون است که توسط شرکت‌های اروپایی مانند لیبهر و ولوو نیز به‌کار گرفته شده‌اند.

## سرمایه‌گذاری
هپکو در سال ۱۳۸۵ با مشارکت بانک تجارت، اقدام به سرمایه‌گذاری به‌صورت ساخت، تملک و بهره‌برداری (B.O.O) در حوزه صنایع معدنی نمود که در این راستا یک شرکت صنعتی و معدنی به نام صنایع مس طارم در طارم استان قزوین ایجاد و تأسیس گردید. این شرکت صاحب معدنی به همین نام است که دومین معدن بزرگ مس در ایران می‌باشد. به‌علاوه بخش صنعتی آن شامل کارخانه‌های اسیدسازی و کاتدسازی مس است که بخش کاتدسازی خود شامل بخش‌های هیپ‌لیچینگ و الکترووینیگ می‌باشد. این شرکت سالانه ۱۰٬۰۰۰ تن مس کاتدی خالص تولید می‌کند اما پس از واگذاری هپکو به برخی اشخاص نااهل، بخشی از سهام شرکت هپکو در مس طارم، به‌نام مالکان پیشین هپکو یا مدیران منصوب آنان سند زده شد.

## اعتراض و اعتصاب کارگران
در اواخر شهریور ماه سال ۱۳۹۸ کارگران این شرکت در اعتراض به واگذاری دوم هپکو به بهای ۱۰ میلیون تومان، پیگیری حقوق و مزایای معوقه خود دست به اعتصاب زده و مسیر راه‌آهن شمال به جنوب را مسدود کردند. گفته می‌شود ۲۰ تن از معترضان بازداشت و ۱۵ نفر مجروح و به بیمارستان منتقل شده‌اند. در سال‌های ۱۳۹۴ تا ۱۳۹۸ نیز تظاهرات و اعتصابات مشابه‌ای توسط کارکنان هپکو انجام گرفته‌بود.

## علل رکود هپکو
از جمله عواملی که توسط کارشناسان به عنوان دلایل رکود چندین ساله تولید در هپکو برشمرده می‌شوند:
1. نبود کارخانه تولید قطعات و مجموعه‌های اصلی مانند موتور و گیربکس با تکیه بر توان داخلی، در شرکت هپکو؛ و عدم سرمایه‌گذاری دولت‌های کنونی و پیشین در این حوزه
2. دومرتبه واگذاری هپکو به بهای اندک به اشخاص نااهل، غیرمتخصص و غیربومی
3. عدم احداث مرکز تحقیق و توسعه توسط شرکت هپکو در محوطه شرکت یا در دانشگاه‌های اراک جهت توسعهٔ فناوری محصولات کنونی، توسعهٔ محصولات جدید و یا توسعه و مهندسی معکوس قطعات و مجموعه‌های ماشین‌آلات تولیدی
4. ابرشرکت‌ستیزی، تلاش برای تجزیه ابرشرکت‌ها، عدم سرمایه‌گذاری در توسعه آنان و توجه به ایجاد صنایع کوچک؛ به‌ویژه در دهه‌های نخست پس از انقلاب اسلامی مانند دهه ۶۰ و دهه ۷۰
5. عدم اعتماد به متخصصان ایرانی و تأکید بر انتقال فناوری از کشورهای توسعه‌یافته
6. اعطای وام‌های ارزی از صندوق توسعه ملی به واردکنندگان ماشین‌آلات عمرانی، ماشین‌آلات معدنی، تجهیزات و ماشین‌آلات خطوط تولید فولاد، مس و دیگر صنایع؛ و بازپرداخت اقساطی آن‌ها به صندوق
7. واردات لیفتراک‌ها، ماشین‌آلات کشاورزی، ماشین‌آلات عمرانی و ماشین‌آلات معدنی دست‌دوم از کشورهای دیگر به کشور ایران
8. سرمایه‌گذاری صندوق توسعه ملی، سهام عدالت و ارگان‌ها تنها در صنایعی مانند پتروشیمی و فولاد
9. دیدگاه سیاسی مسئولان و وزرای صنعتی و اقتصادی نسبت به صنایعی که پیش از انقلاب اسلامی احداث شده‌اند و تلاش برای ضعیف نشان دادن آنان

## صادرات
این شرکت با عقد قرارداد صادرات ۲۱ محصول به ارزش ۶ میلیون دلار بعد از ۲۰ سال و در کنار آن نیز اقداماتی چون افزایش کرسی هیئت مدیره مس طارم از یک کرسی به دو کرسی بدون افزایش سهم، احیای پول پرداخت شده به شرکت ایراسکو ایتالیا به ارزش ۲ میلیون و ۵۰۰ هزار یورو و ورود تمامی دستگاه‌ها خریداری شده به ایران، حل مشکلات مرتبط با سازمان خصوصی‌سازی، افزایش تعداد تامین‌کنندگان خارجی از جمله برنامه‌هایی بود که در سال‌های ۱۴۰۲ تا ۱۴۰۳ انجام شد.
همچنین هزار میلیارد تومان تامین قطعات CKD، رسیدن به رشد ۰٫۷ درصد، ظرفیت تولید ۲۷۰۰ دستگاه در سال، انعقاد قرارداد مستقیم با شرکت‌های خارجی، رشد ۶ درصدی نرخ بازده حقوق صاحبان سهام، رشد ۱۹۵ درصدی تولید، نوسازی و بازسازی ربات‌ها و راه اندازی دستگاه برش پلاسما پس از هفت سال، تولید دستگاه حفاری رای اولین بار، تولید بیل مکانیکی ۷۵ تن، رشد داخلی سازی قطعات از ۳۷ درصد به ۳۴۷ درصد از نظر تناژ، رفع توقیف و بازداشتی اسناد مالکیت، ازجمله مواردی هستند که این شرکت بعد از ۱۸ سال در سال ۱۴۰۲ به انجام رسید.

## نگارخانه

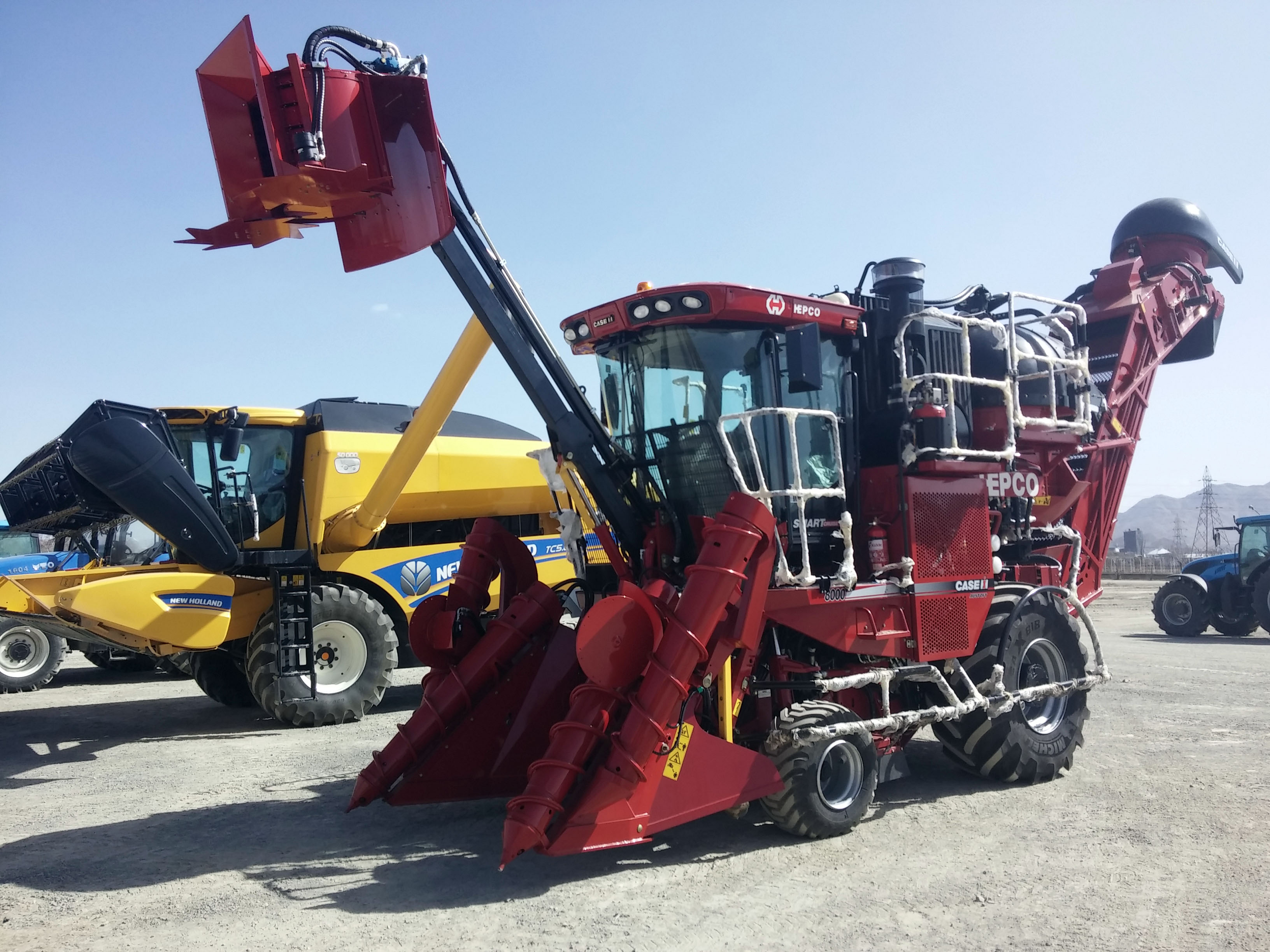
کمباین نیشکر کیس و کمباین غلات نیوهلند تولیدشده در هپکو
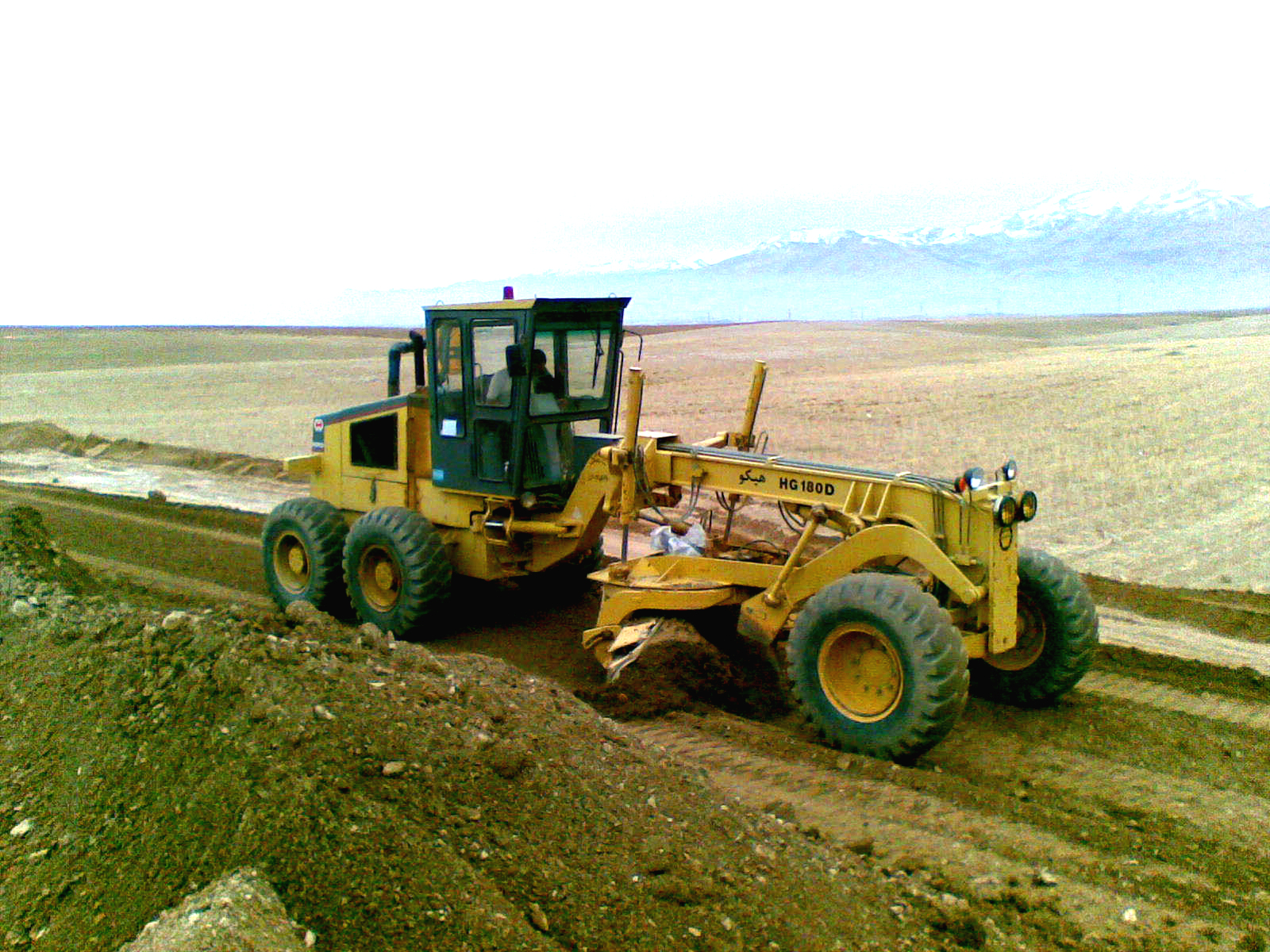
گریدر هپکو مدل HG180D
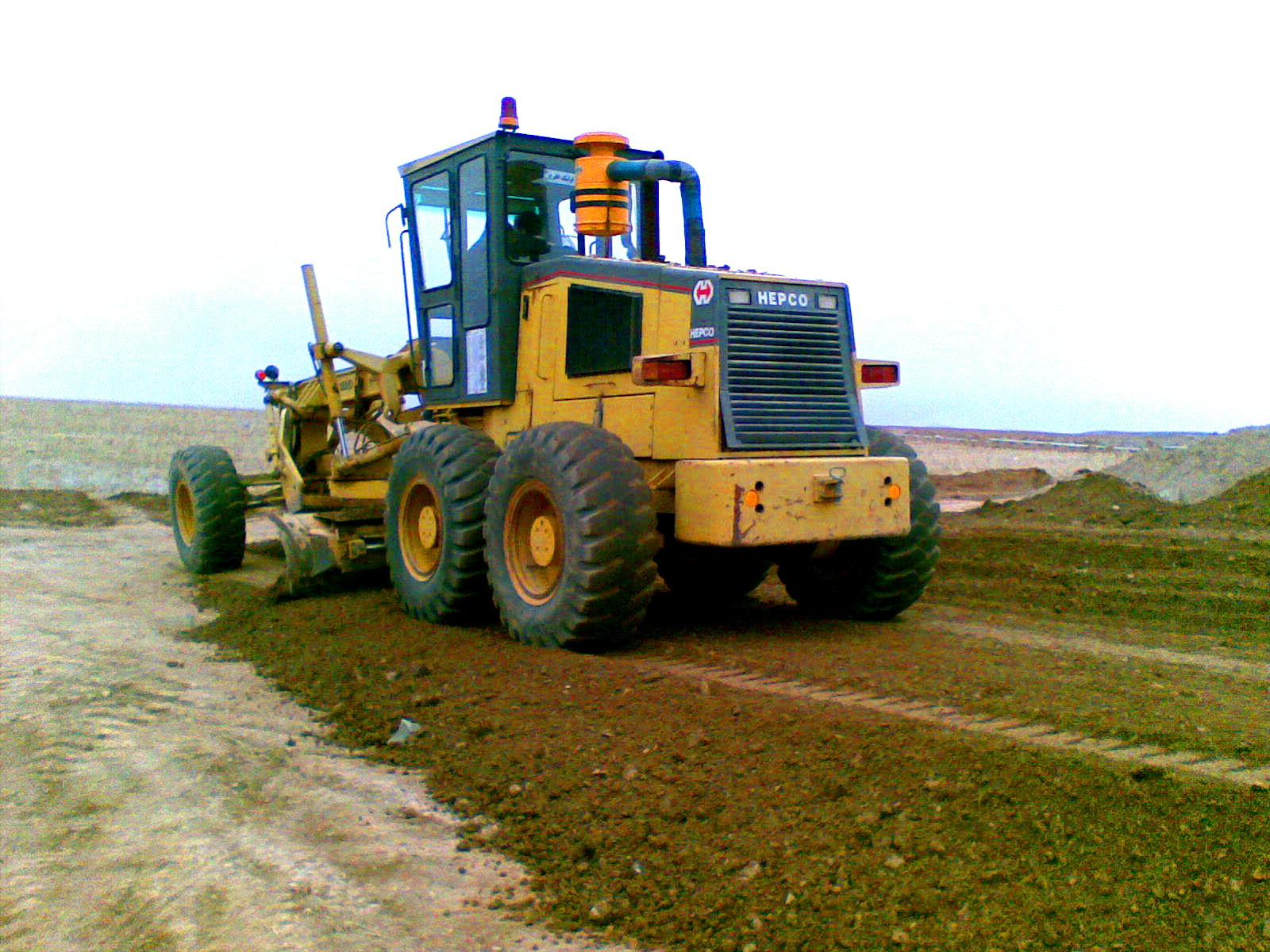
گریدر هپکو مدل HG180D1